# 斯旺萊克鎮區 (明尼蘇達州史蒂文斯縣)
斯旺萊克鎮區（英語：Swan Lake Township）是位於美國明尼蘇達州史蒂文斯縣的一個行政鎮區。

## 地方資料
斯旺萊克鎮區的面積為93.11平方千米，當中陸地面積為86.47平方千米，而水域面積為6.64平方千米。根據2020年美國人口普查的數據，當地共有人口189人，而人口密度為每平方千米2.03人。